# ولادیمیر بوره
ولادیمیر بوره (روسی: Владимир Валерьевич Буре؛ زادهٔ ۴ دسامبر ۱۹۵۰) شناگر اهل روسیه بود.
وی در مسابقات کشوری و بین‌المللی در مجموع برندهٔ ۲ مدال طلا، ۷ مدال نقره، ۶ مدال برنز شده‌است.